# ولز کوتس
 ولز کوتس (انگلیسی: Wells Coates؛ ۱۷ دسامبر ۱۸۹۵ – ۱۷ ژوئن ۱۹۵۸) یک معمار اهل کانادا بود.